# Iekeliene Stange
Iekeliene Stange (27 juli 1984) is een Nederlands model en fotografe.
Stange werd ontdekt als model tijdens haar studie in Rotterdam. Ze studeerde destijds multimedia-ontwerpen, op het Grafisch Lyceum Rotterdam. Zelf had ze er nooit over nagedacht om model te worden, dit kwam pas nadat er twee keer een agent naar haar toe kwam om te vragen of ze geen model wou worden. 
Stange heeft een contract bij Women Management in Milaan en Marilyn Agency in New York. Ze heeft meegewerkt aan een reclamecampagne voor Marc Jacobs, Dolce & Gabbana en Sonia Rykiel. Ze stond onder andere in de Koreaanse en Spaanse Voque. Tevens heeft ze opgetreden in shows voor Chloé, Chanel, Emmanuel Ungaro en Kenzo. Tijdens een show van Marc Jacobs trok ze de aandacht door al vroeg in de show haar schoenen uit te trekken, omdat ze ze moeilijk vond lopen. Stange’s persoonlijke stijl wordt vooral gekenmerkt door invloeden uit Japanse mode, met name uit Tokio.